# Ninja (gamer)
Richard Tyler Blevins (Detroit, 5 juni 1991), beter bekend onder zijn online pseudoniem Ninja, is een Amerikaans computerspel-streamer en professioneel gamer.

## Carrière
Blevins begon met streamen door deel te nemen aan verschillende e-sport-teams in competitief verband en kreeg geleidelijk bekendheid toen hij eind 2017 voor het eerst Fortnite Battle Royale begon te spelen. De opkomst van Blevins in de reguliere media begon in maart 2018 toen hij samen met Drake, Travis Scott en JuJu Smith-Schuster Fortnite speelde en daarbij op Twitch het kijkcijferrecord brak.
Blevins had een cameo in de film Free Guy uit 2021 als zichzelf.